# Huang Li
Huang Li (chinês: 黄丽, pinyin: Huáng Lì; Xangai, 23 de dezembro de 1988) é uma ciclista olímpica chinesa. Li representou o seu país durante os Jogos Olímpicos de Verão de 2012, em Londres.